# 南条元忠
南条 元忠（なんじょう もとただ）は、安土桃山時代から江戸時代初期にかけての武将、大名。豊臣氏の家臣。伯耆国羽衣石城主。

## 生涯

### 家督相続
天正7年（1579年）、南条元続の子として誕生する。天正19年（1591年）、父・元続が病死すると、当時13歳であった元忠は豊臣秀吉から元続の遺領である伯耆東3郡の相続を許されて羽衣石城主となり、6万石（または4万石とも）を領した。また、後見は叔父の南条元清が務めた。

### 文禄の役
文禄元年（1592年）の文禄の役では元清の陣代として1,500人を率いて朝鮮に渡海したが、このとき元忠の家臣の讒言によって元清は失脚、後に小西行長に預けられてその家臣となっている。

### 関ヶ原の戦い
慶長5年（1600年）の関ヶ原の戦いでは重臣の山田佐助の意見を聞き入れて大坂に向かい、伏見城の戦いや大津城の戦いに参加したが、本戦で西軍が敗北すると建仁寺に逃れた後、高野山に移った。戦後改易されて浪人となるが、その後500石で豊臣秀頼に仕えた。

### 大坂の陣と最期
慶長19年（1614年）の大坂冬の陣では磯部豊直の子である新七郎・平四郎らとともに大坂城に入城し、天王寺口を固めた。また、禄高も1万石に引き上げられ、雑兵を含めて3,500人ほどを指揮した。
しかし旧知の間柄だった藤堂高虎から伯耆の本領復帰の確約を得た元忠は徳川方と内通し、板塀の柱の根本を切断して寄せ手を城内に引き込む手筈を整えたが、相手方からの矢文が誤って織田左衛門の持ち口に打ち込まれことで内応が露見し、元忠は12月初旬頃に成敗され（または切腹させられたともいう）、その首は高麗橋に晒された。享年37。この一件で元忠の家来50人を含む上下70人が処刑され、その執行は大坂七手組が行った。また、獄門の側には「裏切りの伯耆士 古畳 南条あれど役にたたばや」との狂歌が添えられたという。
その後、大坂方は偽りの返事を徳川方に返す一方、元忠のかつての持ち口には大石や大木、弓や鉄砲などを集中させるとともに、遊軍として後藤基次を備えさせた。その結果、内応の露見に気づかないまま攻め込んだ徳川方は激しく迎撃され、著しい損害が生じた。なお、元忠の従兄である宜政の子孫は600石を知行する旗本として存続した。